# Sigerongan
Sigerongan is een bestuurslaag in het regentschap West-Lombok van de provincie West-Nusa Tenggara, Indonesië. Sigerongan telt 5299 inwoners (volkstelling 2010).